# أغنيس سيمون
أغنيس سيمون (بالمجرية: Simon Ágnes)‏ هي متسابقة بياثل مجرية، ولدت في 23 سبتمبر 1974 في كلوج نابوكا في رومانيا.

## وصلات خارجية
- أغنيس سيمون على موقع IBU (الإنجليزية)
- أغنيس سيمون على موقع الاتحاد الدولي للتزلج (التزلج الريفي) (الإنجليزية)
- أغنيس سيمون على موقع اللجنة الأولمبية الدولية (الإنجليزية)
- أغنيس سيمون على موقع أوليمبيديا (الإنجليزية)
- أغنيس سيمون على موقع اللجنة الأولمبية المجرية (الهنغارية)